# یالوویک
یالوویک (به صربی: Jalovik) یک منطقهٔ مسکونی در صربستان است که در ولادیمیرتسی واقع شده‌است. یالوویک ۱٬۹۵۰ نفر جمعیت دارد.